# گمینا رتویانه
گمینا رتویانه (به لهستانی:  Gmina Rytwiany) یک گمینا در لهستان است که در شهرستان ستاشوف واقع شده‌است. گمینا رتویانه ۱۲۴٫۶۶ کیلومتر مربع مساحت و ۶٬۲۴۰ نفر جمعیت دارد.